# Filstroff
Filstroff (niem. Filsdorf) – miejscowość i gmina we Francji, w regionie Grand Est, w departamencie Mozela.
Według danych na rok 1990 gminę zamieszkiwało 810 osób, a gęstość zaludnienia wynosiła 48 osób/km² (wśród 2335 gmin Lotaryngii Filstroff plasuje się na 432. miejscu pod względem liczby ludności, natomiast pod względem powierzchni na miejscu 269.).